# Gino Maes
Gino Maes, né le 7 février 1957 à Bruges, est un ancien footballeur belge évoluant au poste de défenseur central. 
Il a joué la plus grande partie de sa carrière au Club Brugge.

## Biographie
Gino Maes a été entrainé par le Club Brugeois. Il fait toutes ses classes chez les « Gazelles » puis est appelé en équipe « Première » à l'âge de 19 ans, sous la direction d'Ernst Happel.
Défenseur central, il connaît une première saison avec un doublé « championnat-coupe » et une apparition en finale de la Coupe, quand il monte au jeu après 19 minutes en remplacement de l'Autrichien Krieger. Les « Blauw 'n Zwart » alors menés 0-2, s'imposent finalement 4-3.
Lors de la saison 1977-1978, il atteint la finale de la Coupe des clubs champions européens, en étant battu par le club anglais de Liverpool. Maes inscrit un but lors du 1er tour contre l'équipe finlandaise du Kuopion Palloseura.
Maes évolue six saisons au Club Brugge, empochant au passage trois titre nationaux, chez les « Blauw », puis passe chez les « Groen » rivaux du Cercle de Bruges.
À la suite de cette « escapade » de deux saisons, il revient pour trois nouveaux exercices au « Club », ponctuée par une nouvelle victoire en Coupe et d'une finale « brugeoise » contre le Cercle.
Maes termine sa carrière sous le maillots du K. SK Torhout, un cercle ouest-flandrien qui milite à l'époque en Promotion.

## Palmarès
- Finaliste de la Coupe des clubs champions européens en 1978 avec le Club Brugge KV (joue toute la rencontre).
- Trois fois champion de Belgique en 1977, 1978 et 1980 avec le Club Brugge KV.
- Deux fois vainqueur de la Coupe de Belgique en 1977 et 1986 avec le Club Brugge KV.